# 시시하네

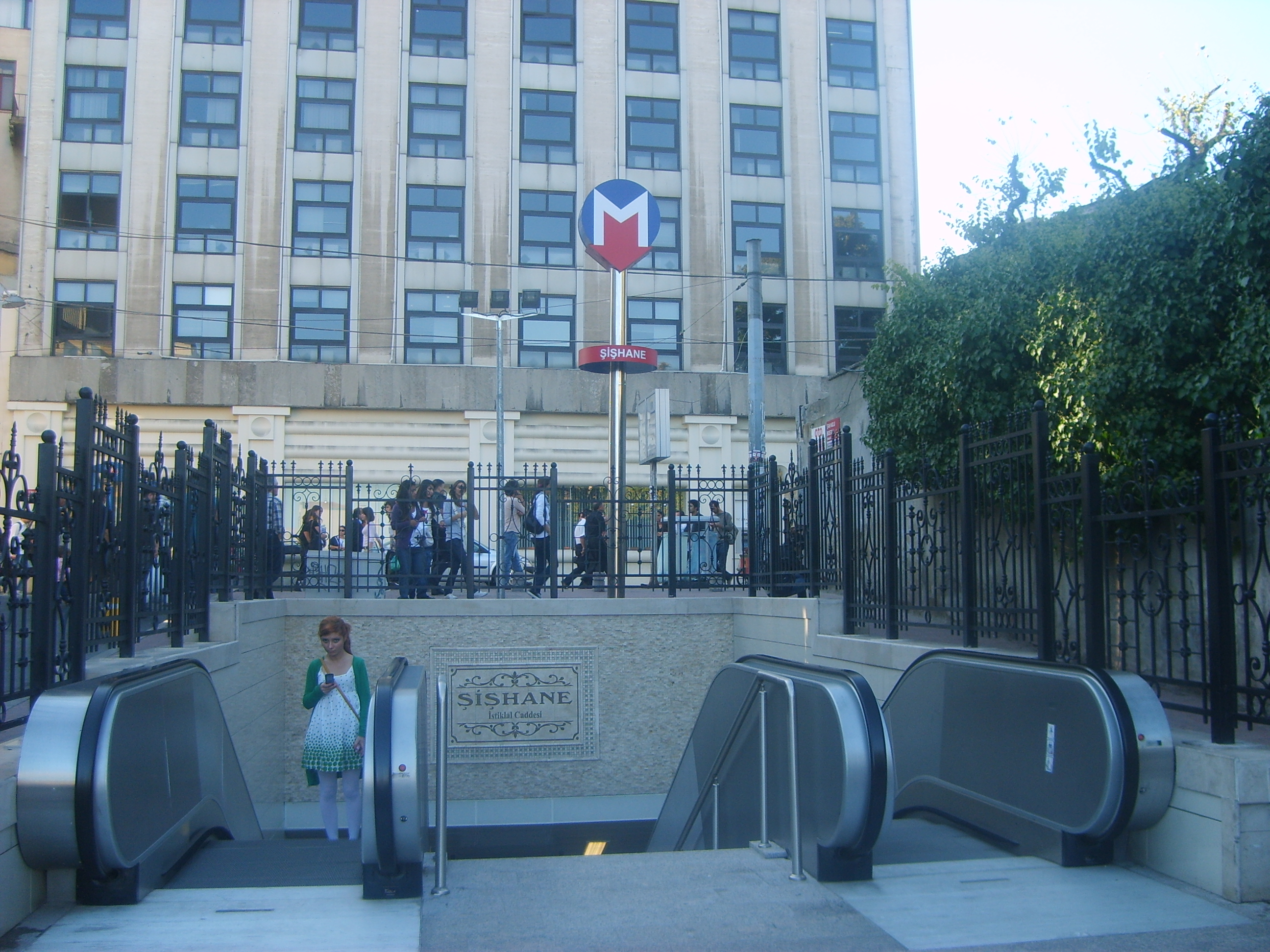
이스티클랄 거리의 역 입구.

시시하네(Şişhane)는 이스탄불 지하철의 M2선에 있는 지하철 역이다. 이 역은 터키 이스탄불 베이욜루 입헌정부 거리에 위치해 있다. 2009년 1월 31일에 개업하였다.